# Lokální vlastenectví
Lokální vlastenectví, často též místní vlastenectví, lokální patriotismus, lokalpatriotismus či archaicky zemský patriotismus, resp. něm. landespatriotismus, je kladný stav jedince k místu narození či bydliště. V tomto kontextu je lokální vlastenectví cítěno k obci či regionu. Přestože lokální vlastenectví je běžné v každodenním životě, je nejvíce výrazné u jedinců v mnohonárodnostních říších, jako bylo Rakousko-Uhersko či Osmanská říše, jejichž národ, lid či etnikum nemá v říši dominantní postavení.
Na rozdíl od obyčejného vlastenectví se jedná pouze o kladný vztah k určité oblasti v rámci státu či historické země. Na rozdíl od nacionalismu nemusí být negativního rázu, ale může s ním souviset. V Českém kontextu se může jednat o jedince, jež se spíše označují za Moravany a Slezany. V historii se čeští Němci žijící na území Čech nepovažovali ani za Čechy z důvodu jazykového, ani za Němce nebo Rakušany z důvodu regionálního. Definovali se německým slovem Böhmen (tzn. obyvatel Čech).